# Курят (станция)
Куря́т — станция Тайшетского региона Восточно-Сибирской железной дороги на Транссибирской магистрали в Нижнеудинском районе Иркутской области (4668 километр).

## История
Дата введения станции в эксплуатацию — 1922 год. Построена после перестройки Транссибирской магистрали на участке Ук - Нижнеудинск рядом с деревней Курят и рекой Мара. Позднее рядом со станцией были основаны дачные сообщества. 
На сегодняшний день рядом со станцией Курят существует дачное сообщество "Локомотив". 

В 1960 году станция была электрифицирована переменным током 27,5 кВ.

## Инфраструктура
На станции Курят производится транзитное грузовое, дальнее и пригородное пассажирское движение. Останавливаются только пригородные поезда.

## Пригородное сообщение
| № поезда | Маршрут движения     | № поезда | Маршрут движения     |
| -------- | -------------------- | -------- | -------------------- |
| 6401     | Нижнеудинск — Тайшет | 6402     | Тайшет — Нижнеудинск |
| 6403     | Нижнеудинск — Тайшет | 6404     | Тайшет — Нижнеудинск |